# Paul Wingendorf

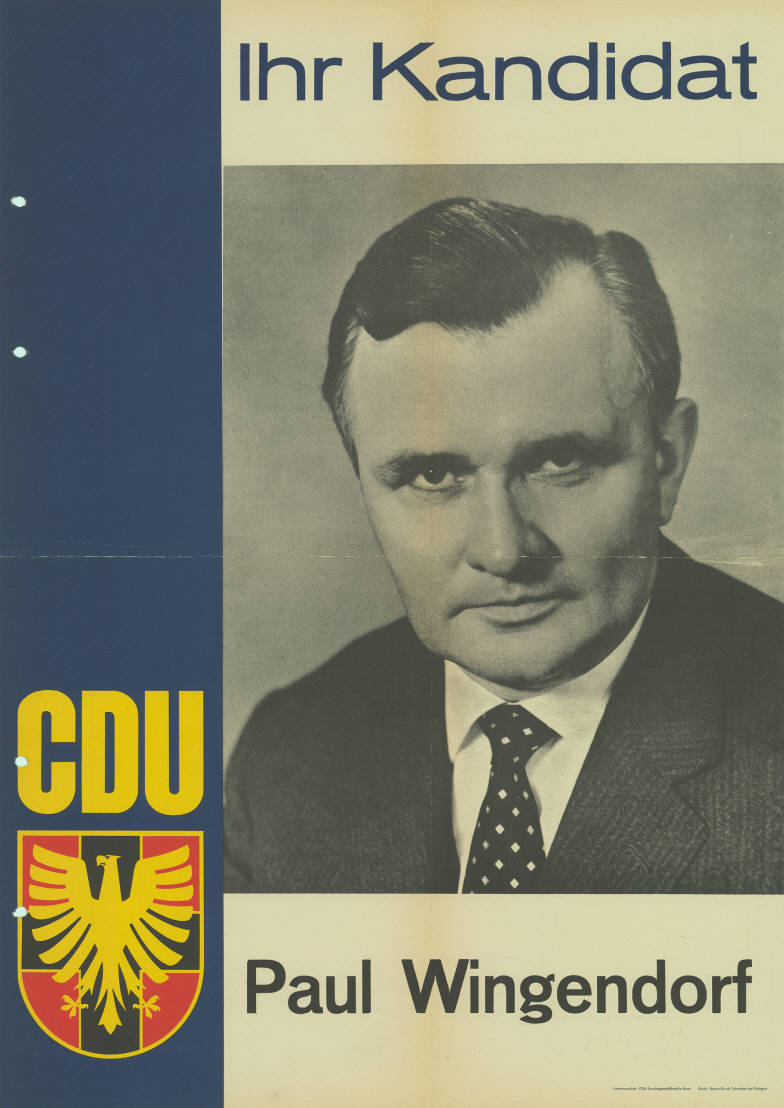
Kandidatenplakat der CDU zur Landtagswahl in Rheinland-Pfalz 1963

Paul Wingendorf (* 12. Juli 1914 in Alsdorf (Westerwald); † 23. Juli 1995 in Kirchen (Sieg)) war ein deutscher Politiker (CDU).
Wingendorf war von Beruf kaufmännischer Industrieangestellter bei der Lokomotivfabrik Jung in Jungenthal. Er war Mitbegründer des CDU-Ortsvereins Altenkirchen. Von 1946 bis 1957 war er Bürgermeister der Gemeinde Alsdorf, von 1958 bis 1968 war er Amtsbürgermeister in Kirchen (Sieg) und von 1968 bis 1975 Bürgermeister der Verbandsgemeinde Kirchen (Sieg). Zeitgleich war er von 1960 bis 1975 Bürgermeister der Gemeinde Kirchen. Von 1956 bis 1983 war er Kreisvorsitzender der CDU.
Wingendorf saß von 1951 bis 1986 im Landtag von Rheinland-Pfalz und damit länger als alle anderen Abgeordneten im Parlament seit der Gründung des Landes Rheinland-Pfalz. In der letzten Wahlperiode war er zudem von 1983 bis zu seinem vorzeitigen Austritt am 31. Mai 1986 Alterspräsident.

## Auszeichnungen
- Ehrenbürger der Gemeinde Kirchen
- 1967: Bundesverdienstkreuz 1. Klasse
- 1975: Großes Verdienstkreuz des Verdienstordens der Bundesrepublik Deutschland
- 1977: Ritter des Ordens vom Heiligen Papst Silvester[1]
- 1981: Großes Verdienstkreuz mit Stern des Verdienstordens der Bundesrepublik Deutschland